# Daredevil
Daredevil, på svenska även kallad Demonen och Våghalsen, är en superhjälte från Marvel Comics skapad av Stan Lee och Bill Everett. Han gjorde sin debut i april 1964 i sin egen serietidning Daredevil. När Frank Miller tog över serien på 70-talet blev det hans genombrott som serieskapare. I Sverige gavs tidningen Demonen ut av Centerförlaget från 1966 till 1969. Atlantic förlag gav ut serien i 11 nr, under namnet Våghalsen 1982. Slutligen gav Semic Press ut 12 nr av serien under 1986 med originalnamnet Daredevil.
2003 kom långfilmen Daredevil med Ben Affleck i huvudrollen. 2015 började TV-serien Marvel's Daredevil sändas på Netflix, med Charlie Cox som Daredevil.

## Bakgrund
Daredevils civila alter ego är försvarsadvokaten Matt Murdock. Matt uppfostrades av sin far som försörjde sig som boxare. När den unge Matt visade intresse i att följa sin fars fotspår fick han stryk och förbjöds att träna på gym. Han skulle istället studera och få ett bra yrke. I hemlighet fortsatte dock Matt att träna upp sig. En dag knuffade han undan en gammal man ur vägen från trafikolycka och träffades i ansiktet av en behållare med radioaktivt avfall som flög av från den kraschande lastbilen. Detta ledde till att Matt fick sina superkrafter. Det som föranledde att Matt blev Daredevil var att hans far mördades av gangstrar efter att han vägrat lägga sig i en av sina matcher. För att ta hämnd iklädde sig Matt sin fars dräkt och misshandlade de brottslingar som dödade hans far för att sedan överlämna dem till rättvisan. Därefter bekämpar han brott och superskurkar under namnet Daredevil. Han har fått smeknamnet "Mannen utan fruktan".

## Krafter
Det unika med Daredevil är att han är blind, men som kompensation har han fått förhöjda sinnen och en sorts radarsinne. Hans hörsel kan läsa av hjärtslag, vibrationer och ljud. Hans luktsinne kan känna nervositet och rädsla. Tack vare Daredevils känsliga känsel kan han läsa genom att föra fingrarna över bokstäverna på ett papper. En gång kände Daredevil lukten av en krypskytt 2 kvarter bort, han kände lukten av krutet i skotten. Han har också identifierat en kvinna och hennes barn bara genom att höra deras hjärtslag, det kände han 3 kvarter från där kvinnan befann sig. Daredevils förhöjda sinnen gjorde en gång så att han duckade för "Bullseye" när han kastade en vass metallbit mot honom. Det var första gången som "Bullseye" missade sin måltavla.
Daredevil har också en egenskap som kallas "atmosfärdetektion". Denna egenskap ger honom möjligheten att känna små ändringar i atmosfären runt honom. Det gör så att han kan känna om en teleporter kommer att teleportera sig till samma rum där han är, redan innan det händer.

## Mottagande
Daredevil hamnade på en 37:e plats på Empires "Greatest Comic Book Character". De berömde Frank Miller-eran och gillade Brian Michael Bendis, Jeph Loebs och Kevin Smiths verk. IGN rankade Daredevil som nr 10 på deras lista "Top 100 Comic Book Heroes".

## Vänner och skurkar
- Bullseye – Lönnmördare och ärkefiende
- Black Widow – Rysk agent, ibland allierad.
- Elektra – Ninja, både skurk och Daredevils kärleksintresse.
- Foggy Nelson – Matt Murdocks advokatkollega och ursprungligen ovetande om hans hemliga identitet.
- Karen Page – Matt Murdocks sekreterare och kärleksintresse, ursprungligen ovetande om hans hemliga identitet.
- Kingpin – Gangsterboss som ursprungligen figurerade i Spider-Man men som senare blev Daredevils ärkefiende. Har inga krafter men vad som verkar vara fetma är egentligen otrolig styrka.
- Stick - En gammal man som lär honom att använda sina krafter. Mestadels allierad men ibland fiende. Har även lärt upp Elektra.
- The Punisher/Frank Castle - Före detta soldat som förlorade sin familj i vid en attack av polis och flera maffior. Fiende ibland men även allierad.

## I andra medier

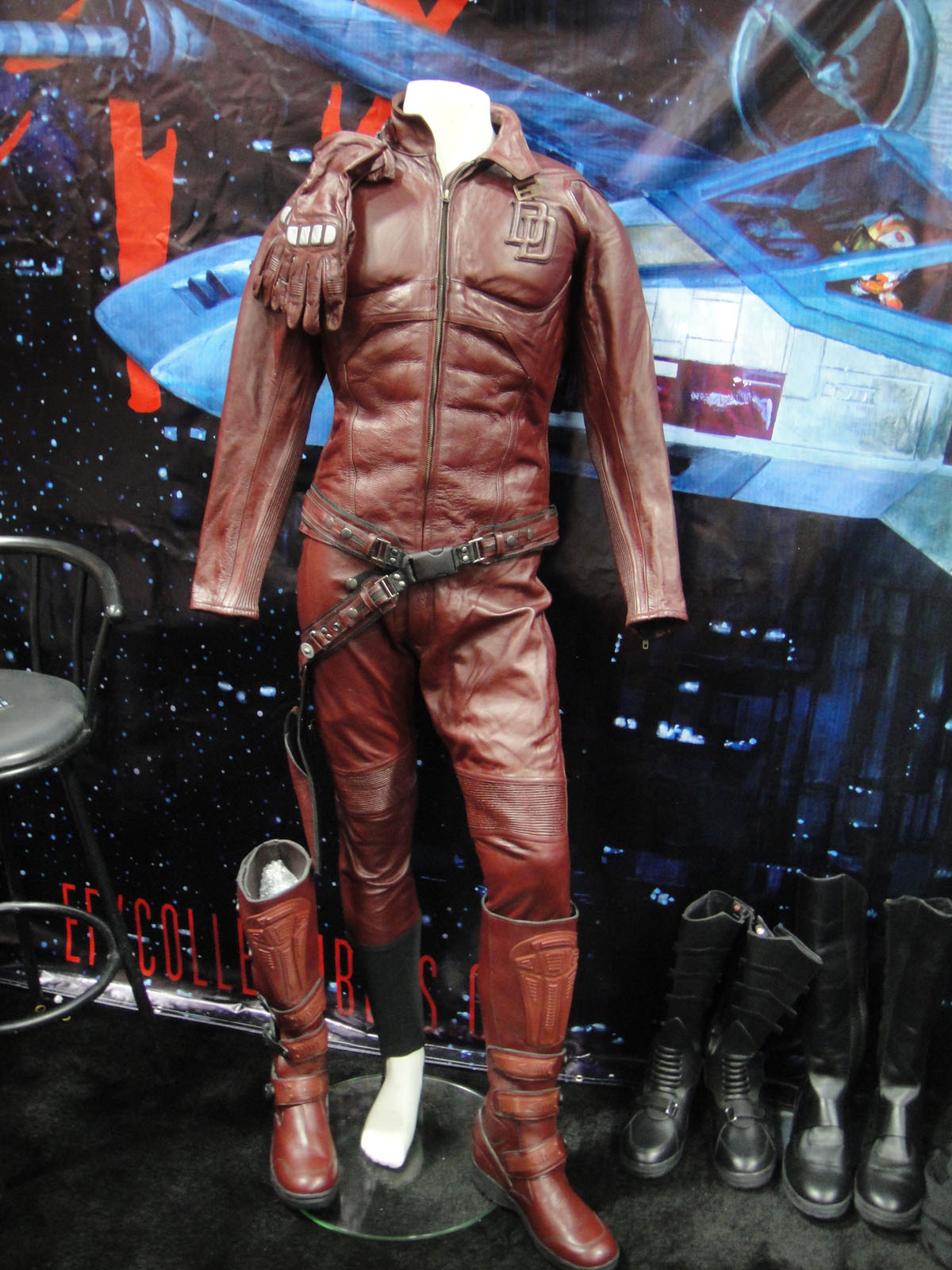
Dräkten som Ben Affleck bar i filmen.

- I TV-filmen The Trial of the Incredible Hulk (1989) spelas Daredevil av Rex Smith.[4]
- Daredevil är med i avsnittet "And a Blind Man Shall Lead Them" i den animerade TV-serien Fantastic Four. Bill Smitrovich gjorde rösten.[5]
- Daredevil är med i avsnitten "Framed'" och "The Man Without Fear" i den animerande TV-serien Spider-Man. Edward Albert gjorde rösten. Dessa avsnitt kom sen att ingå i filmen Daredevil vs. Spider-Man.[6]

### Film
- 2003 släppte 20th Century Fox filmen Daredevil som är regisserad och skriven av Mark Steven Johnson. Huvudrollen spelas av Ben Affleck. En borttagen scen ur spinoff-filmen Elektra (2005), senare inkluderad i director's cut-versionen, får man se Affleck återigen reprisera sin roll i en drömsekvens.

### Marvel Studios
- Under november 2013 meddelades det att en TV-serie baserad på superhjälten kommer visas under 2015 på Netflix.[7] Drew Goddard blev anlitad som exekutiv producent och show runner; han fick även i uppdrag att skriva de två första avsnitten.[8] I maj 2014 hoppade Goddard av som show runner, han ersättes av Steven S. DeKnight, men kvarstod som exekutiv producent.[9] Samma månad fick man veta att Charlie Cox ska spela rollen som Daredevil.[10]